# Halowe Mistrzostwa Europy w Lekkoatletyce 1973 – sztafeta 4 × 2 okrążenia mężczyzn
Sztafeta 4 × 2 okrążenia mężczyzn – jedna z konkurencji biegowych rozgrywanych podczas halowych lekkoatletycznych mistrzostw Europy w hali Ahoy w Rotterdamie. Rozegrano od razu bieg finałowy 10 marca 1973. Długość jednego okrążenia wynosiła 170 metrów. Zwyciężyła reprezentacja Francji. Tytułu zdobytego na poprzednich mistrzostwach nie broniła sztafeta Polski.

## Rezultaty

### Finał
Rozegrano od razu bieg finałowy, w którym wzięły udział 2 sztafety.

Opracowano na podstawie materiału źródłowego.
| Miejsce | Reprezentacja | Zawodnicy                                                                | Czas    |
| ------- | ------------- | ------------------------------------------------------------------------ | ------- |
| 1       | Francja       | Lucien Sainte-Rose, Patrick Salvador, Francis Kerbiriou, Lionel Malingre | 2:46,00 |
| 2       | RFN           | Falko Geiger, Karl Honz, Ulrich Reich, Hermann Köhler                    | 2:46,42 |